# Hyalochlora antolodoxa
Hyalochlora antolodoxa är en fjärilsart som beskrevs av Louis Beethoven Prout 1932. Hyalochlora antolodoxa ingår i släktet Hyalochlora och familjen mätare. Inga underarter finns listade i Catalogue of Life.